# Deuterodon
Deuterodon is een geslacht van straalvinnige vissen uit de familie van de karperzalmen (Characidae).

## Soorten
- Deuterodon iguape Eigenmann, 1907
- Deuterodon langei Travassos, 1957
- Deuterodon longirostris (Steindachner, 1907)
- Deuterodon parahybae Eigenmann, 1908
- Deuterodon potaroensis Eigenmann, 1909
- Deuterodon rosae (Steindachner, 1908)
- Deuterodon singularis de Lucena & de Lucena, 1992
- Deuterodon stigmaturus (Gomes, 1947)
- Deuterodon supparis de Lucena & de Lucena, 1992